# Municipalità locale di Greater Tubatse
La municipalità locale di Greater Tubatse (in inglese Greater Tubatse Local Municipality) è stata una municipalità locale del Sudafrica appartenente alla municipalità distrettuale di Sekhukhune, nella provincia del Limpopo.
Nel 2016 è stata soppressa e accorpata alla municipalità locale di Fetakgomo per costituire la municipalità locale di Fetakgomo/Greater Tubatse.
Il suo territorio si estendeva su una superficie di 4.599 km² ed era suddiviso in 29 circoscrizioni elettorali (wards). Il suo codice di distretto era LIM475

## Geografia fisica

### Confini
La municipalità locale di Greater Tubatse confinava a nord con quella di Lepele-Nkumpi (Capricorn), a est con quella di Maruleng (Mopani), a est e a sud con quella di Thaba Chweu (Ehlanzeni/Mpumalanga), a sudovest con quella di Elias Motsoaledi e a ovest con quelle di Makhuduthamaga e Fetakgomo.

### Città e comuni
- Apiesdoring
- Babina Naare Ba Kgoete
- Badimong
- Branddraai
- Burgersfort
- Doornbosch Mine
- Driekop
- Greater Tubatse
- Kennedy's Vale
- Kromellenboog Mine
- Lavino Chrome Mine
- Magnetite Mine
- Mampa
- Marota
- Matlala a Dinkwanyane
- Mogaba
- Monganeng
- Montrose Mine
- Morone
- Motodi
- Naphuno
- Ohrigstad
- Penge
- Rusplaas
- SD
- Sealane
- Sekhukhuneland
- Soe
- Steelpoort
- Voortrekkers
- Winterveld Mine

### Fiumi
- Dwars
- Eloffspruit
- Mantshibi
- Mohlapitse
- Moopetsi
- Motse
- Ohrigstad
- Olifants
- Spekboom
- Steelpoort
- Vyehoek

### Dighe
- Dr. Eiselen Dam
- Vyehoek Dam